# Droga wojewódzka nr 175
Droga wojewódzka nr 175 (DW175) – droga wojewódzka w woj. zachodniopomorskim o długości 64,8 km łącząca Drawsko Pomorskie z Kaliszem Pomorskim i Choszcznem. Droga przebiega przez powiat drawski i choszczeński, prowadząca przez poligon drawski. Łączy drogę krajową nr 10 z drogą nr 20. Podlega Rejonowi Dróg Wojewódzkich Drawsko Pomorskie oraz RDW Pyrzyce.
Zachodniopomorski Zarząd Dróg Wojewódzkich w Koszalinie określił ją jako drogę klasy G.

## Miejscowości leżące przy trasie DW175
- Drawsko Pomorskie
- Kalisz Pomorski
- Drawno
- Choszczno